# Lituanie aux Jeux olympiques d'été de 2012
La participation de la Lituanie aux Jeux olympiques d'été de 2012 a lieu du 27 juillet au 12 août 2012 à Londres, au Royaume-Uni. C'est la huitième fois que ce pays participe aux Jeux olympiques d'été.
La délégation olympique lituanienne est composée de 62 athlètes : 39 hommes et 23 femmes. Elle est représentée par son porte-drapeau, le lanceur de disque Virgilijus Alekna, double champion olympique en 2000 et 2004 et médaillé de bronze en 2008. Les sportifs lituaniens, qui participent à 14 sports, gagnent cinq médailles : deux d'or, une d'argent et deux de bronze. Cela les place au 34e rang du tableau des médailles.

## Délégation
Le Comité national olympique de Lituanie sélectionne une délégation de 62 athlètes, 39 hommes et 23 femmes, qui participent aux épreuves de 14 sports et 16 disciplines. Le basket-ball est le seul sport collectif dans lequel la Lituanie est représentée. Le sport individuel dans lequel les Lituaniens sont le plus nombreux est l'athlétisme, avec 20 athlètes.
Le tableau suivant montre le nombre d'athlètes lituaniens dans chaque discipline :
| Sport              | Discipline             | Hommes | Femmes | Total |
| ------------------ | ---------------------- | ------ | ------ | ----- |
| Athlétisme         | Athlétisme             | 7      | 13     | 20    |
| Aviron             | Aviron                 | 3      | 1      | 4     |
| Badminton          | Badminton              | 0      | 1      | 1     |
| Basket-ball        | Basket-ball            | 12     | 0      | 12    |
| Boxe               | Boxe                   | 2      | 0      | 2     |
| Canoë-kayak        | Slalom                 | 2      | 0      | 2     |
| Cyclisme           | BMX                    | 0      | 1      | 1     |
| Cyclisme           | sur piste              | 0      | 1      | 1     |
| Cyclisme           | sur route              | 2      | 0      | 2     |
| Gymnastique        | Gymnastique artistique | 1      | 1      | 2     |
| Judo               | Judo                   | 2      | 0      | 2     |
| Lutte              | Lutte                  | 2      | 0      | 2     |
| Natation           | Natation               | 3      | 1      | 4     |
| Pentathlon moderne | Pentathlon moderne     | 1      | 2      | 3     |
| Tir                | Tir                    | 0      | 1      | 1     |
| Voile              | Voile                  | 2      | 1      | 3     |
| Total              | Total                  | 39     | 23     | 62    |

## Cérémonies d'ouverture et de clôture
La Lituanie est la 110e délégation, après le Liechtenstein et avant le Luxembourg, à entrer dans le stade olympique de Londres au cours du défilé des nations durant la cérémonie d'ouverture. Le porte-drapeau de la délégation est le athlète Virgilijus Alekna.
Les délégations défilent mélangées lors de la cérémonie de clôture à la suite du passage de l'ensemble des porte-drapeaux des nations participantes. Le drapeau lituanien est porté cette fois-ci par le céiste Jevgenij Shuklin.

## Récompenses

### Médailles
La délégation lituanienne remporte cinq médailles : deux d'or, une d'argent et deux de bronze. Elle est 34e au classement des nations officiel prenant d'abord en compte le nombre de médailles d'or et 39e au classement basé sur le nombre total de médailles.
| Médaille | Discipline           | Épreuve               | Athlète             | Performance       | Date            |
| -------- | -------------------- | --------------------- | ------------------- | ----------------- | --------------- |
| Or       | Natation             | 100 m brasse femmes   | Rūta Meilutytė      | 1 min 5 s 47      | 30 juillet 2012 |
| Bronze   | Lutte gréco romaine  | Moins de 74 kg hommes | Aleksandr Kazakevič | -                 | 5 août 2012     |
| Bronze   | Boxe                 | Poids légers homme    | Evaldas Petrauskas  | -                 | 10 août 2012    |
| Bronze   | Logo de l'athlétisme | Heptathlon            | Austra Skujytė      | 6599 pts          | 4 août 2012     |
| Or       | Pentathlon moderne   | Femmes                | Laura Asadauskaitė  | 5 408 points (RO) | 12 août 2012    |

| Sport              | Médaille d'or, Jeux olympiques | Médaille d'argent, Jeux olympiques | Médaille de bronze, Jeux olympiques | Total |
| ------------------ | ------------------------------ | ---------------------------------- | ----------------------------------- | ----- |
| Natation           | 1                              | 0                                  | 0                                   | 1     |
| Pentathlon moderne | 1                              | 0                                  | 0                                   | 1     |
| Athlétisme         | 0                              | 0                                  | 1                                   | 1     |
| Boxe               | 0                              | 0                                  | 1                                   | 1     |
| Lutte              | 0                              | 0                                  | 1                                   | 1     |
| Total              | 2                              | 0                                  | 3                                   | 5     |

## Athlétisme

### Résultats

#### Femmes

##### Heptathlon
| Athlète        | Épreuve  | 100 H   | SH     | LP      | 200 m   | SL     | LJ      | 800 m         | Total |
| -------------- | -------- | ------- | ------ | ------- | ------- | ------ | ------- | ------------- | ----- |
| Austra Skujytė | Résultat | 14 s 00 | 1,92 m | 17,31 m | 25 s 43 | 6,25 m | 51,13 m | 2 min 20 s 59 | 6599  |
| Austra Skujytė | Points   | 978     | 1132   | 1016    | 848     | 927    | 882     | 816           | 6599  |
| Austra Skujytė | Rang     | 32e     | 1re    | 1re     | 32e     | 7e     | 7e      | 27e           | 4e    |

## Aviron
Hommes
| Athlète                            | Compétition    | Séries | Séries | Repêchage | Repêchage | Quarts de finale | Quarts de finale | Demi-finales | Demi-finales | Finales | Finales |
| Athlète                            | Compétition    | Temps  | Rang   | Temps     | Rang      | Temps            | Rang             | Temps        | Rang         | Temps   | Rang    |
| ---------------------------------- | -------------- | ------ | ------ | --------- | --------- | ---------------- | ---------------- | ------------ | ------------ | ------- | ------- |
| Mindaugas Griškonis                | Skiff          |        |        |           |           |                  |                  |              |              |         |         |
| Rolandas Maščinskas Saulius Ritter | Deux de couple |        |        | NC        | NC        |                  |                  |              |              |         |         |

Femmes
| Athlète            | Compétition | Séries | Séries | Repêchage | Repêchage | Quarts de finale | Quarts de finale | Demi-finales | Demi-finales | Finales | Finales |
| Athlète            | Compétition | Temps  | Rang   | Temps     | Rang      | Temps            | Rang             | Temps        | Rang         | Temps   | Rang    |
| ------------------ | ----------- | ------ | ------ | --------- | --------- | ---------------- | ---------------- | ------------ | ------------ | ------- | ------- |
| Donata Vištartaitė | Skiff       |        |        |           |           |                  |                  |              |              |         |         |

## Badminton
| Athlète             | Compétition  | Phase de groupe             | Phase de groupe                        | Phase de groupe | 8e de finale     | Quarts de finale | Demi-finales     | Finale           | Finale |
| Athlète             | Compétition  | Adversaire Score            | Adversaire Score                       | Rang            | Adversaire Score | Adversaire Score | Adversaire Score | Adversaire Score | Rang   |
| ------------------- | ------------ | --------------------------- | -------------------------------------- | --------------- | ---------------- | ---------------- | ---------------- | ---------------- | ------ |
| Akvilė Stapušaitytė | Simple dames | Yao (NED) 0-2 (16-21, 7-21) | Ingólfsdóttir (ISL) 0-2 (10-21, 16-21) | 3e              | —                | —                | —                | —                | 33e    |

## Basket-ball
L'équipe de Lituanie masculine participe au tournoi masculin après avoir remporté le tournoi préolympique.

### Qualification
En plus du pays organisateur, automatiquement qualifié, quatre équipes européennes disputent le tournoi olympique.

### Résultats
| 29 juillet 2012 22 h 15 BST | Rapport | Argentine                                           | 102-79                   | Lituanie                                          |  | Basketball Arena, Londres Affluence : 8 278 Arbitres : Carl Jungebrand Jorge Carrion Vaughan Mayberry | NBC BeIN |
| 29 juillet 2012 22 h 15 BST | Rapport | Score par quart-temps : 24–23, 27–16, 27–22, 24–18  |                          |                                                   |  | Basketball Arena, Londres Affluence : 8 278 Arbitres : Carl Jungebrand Jorge Carrion Vaughan Mayberry | NBC BeIN |
| 29 juillet 2012 22 h 15 BST | Rapport | Luis Scola 32 Manu Ginóbili 10 Ginóbili, Prigioni 6 | Points Rebonds Passes d. | Linas Kleiza 20 Linas Kleiza 7 Mantas Kalnietis 5 |  | Basketball Arena, Londres Affluence : 8 278 Arbitres : Carl Jungebrand Jorge Carrion Vaughan Mayberry | NBC BeIN |

| 31 juillet 2012 14 h 30 BST | Rapport | Lituanie                                                 | 72-53                    | Nigeria                                                  |  | Basketball Arena, Londres Affluence : 7 875 Arbitres : Cristiano Maranho Stephen Seibel Vitalis Gode | NBC BeIN |
| 31 juillet 2012 14 h 30 BST | Rapport | Score par quart-temps : 14–8, 20–19, 22–13, 16–13        |                          |                                                          |  | Basketball Arena, Londres Affluence : 7 875 Arbitres : Cristiano Maranho Stephen Seibel Vitalis Gode | NBC BeIN |
| 31 juillet 2012 14 h 30 BST | Rapport | Darius Songaila 12 Linas Kleiza 6 Šarūnas Jasikevičius 9 | Points Rebonds Passes d. | Diogu, Al. Aminu 12 Al-Farouq Aminu 11 Al-Farouq Aminu 2 |  | Basketball Arena, Londres Affluence : 7 875 Arbitres : Cristiano Maranho Stephen Seibel Vitalis Gode | NBC BeIN |

| 2 août 2012 9 h 00 BST | Rapport | France                                            | 82-74                    | Lituanie                                              |  | Basketball Arena, Londres Affluence : 7 914 Arbitres : Christos Christodoulou Ilija Belošević Jorge Vázquez | NBC BeIN |
| 2 août 2012 9 h 00 BST | Rapport | Score par quart-temps : 25–21, 14–22, 20–9, 23–22 |                          |                                                       |  | Basketball Arena, Londres Affluence : 7 914 Arbitres : Christos Christodoulou Ilija Belošević Jorge Vázquez | NBC BeIN |
| 2 août 2012 9 h 00 BST | Rapport | Tony Parker 27 Ronny Turiaf 10 Boris Diaw 8       | Points Rebonds Passes d. | Linas Kleiza 17 Linas Kleiza 7 Šarūnas Jasikevičius 5 |  | Basketball Arena, Londres Affluence : 7 914 Arbitres : Christos Christodoulou Ilija Belošević Jorge Vázquez | NBC BeIN |

| 4 août 2012 14 h 30 BST | Rapport | Lituanie                                                 | 94-99                    | États-Unis                                  |  | Basketball Arena, Londres Affluence : 9 123 Arbitres : Recep Ankaralı Luigi Lamonica Marcos Benito | NBC BeIN |
| 4 août 2012 14 h 30 BST | Rapport | Score par quart-temps : 25–33, 26–22, 21–23, 22–21       |                          |                                             |  | Basketball Arena, Londres Affluence : 9 123 Arbitres : Recep Ankaralı Luigi Lamonica Marcos Benito | NBC BeIN |
| 4 août 2012 14 h 30 BST | Rapport | Linas Kleiza 25 Martynas Pocius 7 Jasikevičius, Pocius 6 | Points Rebonds Passes d. | James, Anthony 20 Kevin Love 8 Chris Paul 6 |  | Basketball Arena, Londres Affluence : 9 123 Arbitres : Recep Ankaralı Luigi Lamonica Marcos Benito | NBC BeIN |

| 6 août 2012 11 h 15 BST | Rapport | Tunisie                                          | 63-76                    | Lituanie                                                           |  | Basketball Arena, Londres Affluence : 9 310 Arbitres : Juan Arteaga Saša Pukl Felicia Grinter | NBC BeIN |
| 6 août 2012 11 h 15 BST | Rapport | Score par quart-temps : 18–7, 17–22, 19–21, 9–26 |                          |                                                                    |  | Basketball Arena, Londres Affluence : 9 310 Arbitres : Juan Arteaga Saša Pukl Felicia Grinter | NBC BeIN |
| 6 août 2012 11 h 15 BST | Rapport | Amine Rzig 17 Salah Mejri 12 Salah Mejri 3       | Points Rebonds Passes d. | Songaila, Jasikevičius 13 Kleiza, Valančiūnas 6 Mantas Kalnietis 9 |  | Basketball Arena, Londres Affluence : 9 310 Arbitres : Juan Arteaga Saša Pukl Felicia Grinter | NBC BeIN |

| Rang | Équipe     | Pts | J | G | P | Pp  | Pc  | Diff |
| ---- | ---------- | --- | - | - | - | --- | --- | ---- |
| 1    | États-Unis | 10  | 5 | 5 | 0 | 589 | 398 | 191  |
| 2    | France     | 9   | 5 | 4 | 1 | 376 | 378 | -2   |
| 3    | Argentine  | 8   | 5 | 3 | 2 | 448 | 424 | 24   |
| 4    | Lituanie   | 7   | 5 | 2 | 3 | 395 | 399 | -4   |
| 5    | Nigeria    | 6   | 5 | 1 | 4 | 338 | 456 | -118 |
| 6    | Tunisie    | 5   | 5 | 0 | 5 | 320 | 411 | -91  |

|  | Qualifié pour les quarts de finale                                                                                 |
|  | Pts points ; G victoires ; N match nuls ; P défaites Bp buts marqués ; Bc buts encaissés ; Diff différence de buts |

## Boxe
- Egidijus Kavaliauskas (69 kg)

## Canoë-kayak

### Course en ligne
La Lituanie a qualifié Jevgenij Shuklin pour l'épreuve du C1 - 200 mètres hommes.

## Cyclisme

### Cyclisme sur route
En cyclisme sur route, la Lituanie a qualifié deux hommes et aucune femme.
Hommes
| Athlète              | Compétition      | Temps           | Rang |
| -------------------- | ---------------- | --------------- | ---- |
| Gediminas Bagdonas   | Course en ligne  | 5 h 46 min 37 s | 59e  |
| Ramūnas Navardauskas | Course en ligne  | 5 h 46 min 37 s | 47e  |
| Ramūnas Navardauskas | Contre-la-montre | 55 min 12 s 32  | 21e  |

### Cyclisme sur piste
Vitesse
| Athlète            | Compétition                 | Qualification | Séries                   | Quarts de finale         | Demi-finales             | Finale                   | Finale |
| Athlète            | Compétition                 | Temps Vitesse | Adversaire Temps Vitesse | Adversaire Temps Vitesse | Adversaire Temps Vitesse | Adversaire Temps Vitesse | Rang   |
| ------------------ | --------------------------- | ------------- | ------------------------ | ------------------------ | ------------------------ | ------------------------ | ------ |
| Simona Krupeckaitė | Vitesse individuelle femmes |               |                          |                          |                          |                          |        |

Keirin
| Athlète            | Compétition   | 1er tour | Repêchage | 2e tour | Finale |
| Athlète            | Compétition   | Rang     | Rang      | Rang    | Rang   |
| ------------------ | ------------- | -------- | --------- | ------- | ------ |
| Simona Krupeckaitė | Keirin femmes |          |           |         |        |

### BMX
| Athlète        | Compétition | Qualifications | Qualifications | Quarts de finale | Quarts de finale | Demi-finales | Demi-finales | Finale   | Finale |
| Athlète        | Compétition | Résultat       | Rang           | Résultat         | Rang             | Résultat     | Rang         | Résultat | Rang   |
| -------------- | ----------- | -------------- | -------------- | ---------------- | ---------------- | ------------ | ------------ | -------- | ------ |
| Vilma Rimšaitė | BMX femmes  |                |                | NC               | NC               |              |              |          |        |

## Gymnastique

### Artistique
| Athlète        | Compétition | Qualifications | Qualifications | Qualifications | Qualifications | Qualifications | Qualifications | Qualifications | Qualifications | Finale   | Finale   | Finale   | Finale   | Finale   | Finale   | Finale | Finale |
| Athlète        | Compétition | Appareil       | Appareil       | Appareil       | Appareil       | Appareil       | Appareil       | Total          | Rang           | Appareil | Appareil | Appareil | Appareil | Appareil | Appareil | Total  | Rang   |
| Athlète        | Compétition | S              | CA             | A              | SC             | BP             | BF             | Total          | Rang           | S        | CA       | A        | SC       | BP       | BF       | Total  | Rang   |
| -------------- | ----------- | -------------- | -------------- | -------------- | -------------- | -------------- | -------------- | -------------- | -------------- | -------- | -------- | -------- | -------- | -------- | -------- | ------ | ------ |
| Rokas Guščinas | Individuel  |                |                |                |                |                |                |                |                |          |          |          |          |          |          |        |        |

| Athlète         | Compétition | Qualifications | Qualifications | Qualifications | Qualifications | Qualifications | Qualifications | Finale        | Finale        | Finale        | Finale        | Finale        | Finale        |
| Athlète         | Compétition | Appareil       | Appareil       | Appareil       | Appareil       | Total          | Rang           | Appareil      | Appareil      | Appareil      | Appareil      | Total         | Rang          |
| Athlète         | Compétition | SC             | BA             | P              | S              | Total          | Rang           | SC            | BA            | P             | S             | Total         | Rang          |
| --------------- | ----------- | -------------- | -------------- | -------------- | -------------- | -------------- | -------------- | ------------- | ------------- | ------------- | ------------- | ------------- | ------------- |
| Laura Švilpaitė | Individuel  | 12,233 80e     | 13,500 39e     | 11,900 71e     | 12,666 64e     | 50,299         | 50e            | Non qualifiée | Non qualifiée | Non qualifiée | Non qualifiée | Non qualifiée | Non qualifiée |

## Judo
| Athlète            | Compétition           | 1/16 de finale                 | 1/8 de finale                    | Quarts de finale    | Demi-finales        | Repêchage 1         | Repêchage 2         | Finale              | Finale |
| Athlète            | Compétition           | Adversaire Résultat            | Adversaire Résultat              | Adversaire Résultat | Adversaire Résultat | Adversaire Résultat | Adversaire Résultat | Adversaire Résultat | Rang   |
| ------------------ | --------------------- | ------------------------------ | -------------------------------- | ------------------- | ------------------- | ------------------- | ------------------- | ------------------- | ------ |
| Karolis Bauža      | Moins de 90 kg hommes | Bat par Buffet (FRA) waza-ari  | Battu par Iliádis (GRE) waza-ari | –                   | –                   | –                   | –                   | –                   | –      |
| Marius Paškevičius | Plus de 100 kg hommes | Bat par Fiakaifonu (VAN) ippon | Battu par Silva (BRA) ippon      | –                   | –                   | –                   | –                   | –                   | –      |

## Pentathlon moderne
La Lituanie a qualifié Laura Asadauskaitė.

## Tir
| Athlète              | Compétition | Qualification | Qualification | Finale | Finale |
| Athlète              | Compétition | Points        | Rang          | Points | Rang   |
| -------------------- | ----------- | ------------- | ------------- | ------ | ------ |
| Daina Gudzinevičiūtė | Trap femmes | 66            | 14e           | NC     | NC     |

## Voile
La Lituanie a qualifié des concurrents dans plusieurs catégories : 
- Gintarė Scheidt : Laser (Laser Radial)
- Juozas Bernotas : RS:X